# یواس‌اس واکر (دی‌دی-۵۱۷)
یواس‌اس واکر (دی‌دی-۵۱۷) (به انگلیسی: USS Walker (DD-517)) یک کشتی بود که طول آن ۱۱۴٫۷ متر (۳۷۶ فوت) بود. این کشتی در سال ۱۹۴۳ ساخته شد.